# Chan Peng Soon
Chan Peng Soon (n. 27 aprilie 1988, George Town⁠(d), Penang⁠(d), Malaysia) este un jucător de badminton ce a reprezentat Malaysia, medaliat olimpic. A participat la 3 ediții ale Jocurilor Olimpice (2012, 2016, 2020) în care a câștigat 1 medalie de argint.